# Isaac Abravanel
Isaac Abravanel o Abarbanel (Isaac ben Yehuda de Abravanel / יצחק בן יהודה אברבנאל, Lisboa, 1437 - Venecia, 23 de septiembre de 1508) fue un teólogo, comentarista bíblico y empresario judío que estuvo al servicio de los reyes de Portugal, Castilla y Nápoles, así como de la República de Venecia. Fue el padre del conocido filósofo León Hebreo.

## Biografía
Sus antepasados pertenecían a una destacada familia de judíos de Sevilla, que emigró a Portugal tras las persecuciones de 1391. Su abuelo, Samuel Abravanel, había sido tesorero de los reyes Enrique II y Juan I de Castilla.
Isaac fue tesorero del rey de Portugal, Alfonso V, pero en 1483 huyó a Castilla debido a la represión lanzada por el nuevo rey, Juan II, contra la Casa de Braganza, con la que Abravanel estaba relacionado. Se instaló primero en Plasencia y posteriormente en Alcalá de Henares y Guadalajara. Fue agente probado, comercial y financiero, de los reyes Isabel y Fernando, a los que prestó importantes sumas para financiar la guerra de Granada. En la hacienda castellana se relacionó con el también judío Abraham Senior, su protector, del que se hizo íntimo amigo. asociándose a sus negocios y ocupando el cargo de factor mayor. Ambos también realizaron gestiones, inicialmente infructuosas, a favor del proyecto de expedición transatlántica de Cristóbal Colón.
Al contrario que Senior, se negó a convertirse cuando el edicto de Granada (31 de marzo de 1492) dispuso la expulsión de los judíos de España, que ambos habían intentado inútilmente evitar utilizando su influencia sobre los Reyes. Obligado a salir de España, aunque conservando su fortuna, se instaló en el reino de Nápoles, donde estuvo al servicio del rey Ferrante y de su sucesor, Alfonso II. Cuando el reino fue invadido por Carlos VIII de Francia (1495), Abravanel debió exiliarse a Sicilia con el rey Alfonso II. Posteriormente residió en Corfú, en la ciudad de Monopoli, en el norte de África, y por último en Venecia, donde falleció en 1508.
Según la carta del pintor Leonid Pasternak, padre de Borís Pasternak, al poeta Jaim Najman Biálik escrita en 1923, los Pasternak descendían de Isaac Abravanel.
El empresario y conductor de televisión brasileño Silvio Santos es descendiente directo, por el lado paterno, de Isaac Abravanel.